# تسوویکی
تسوویکی (به لهستانی:  Cełujki) یک روستا در لهستان است که در گمینا بیاوا پودلاسکا واقع شده‌است.